# 卡德曼廣場

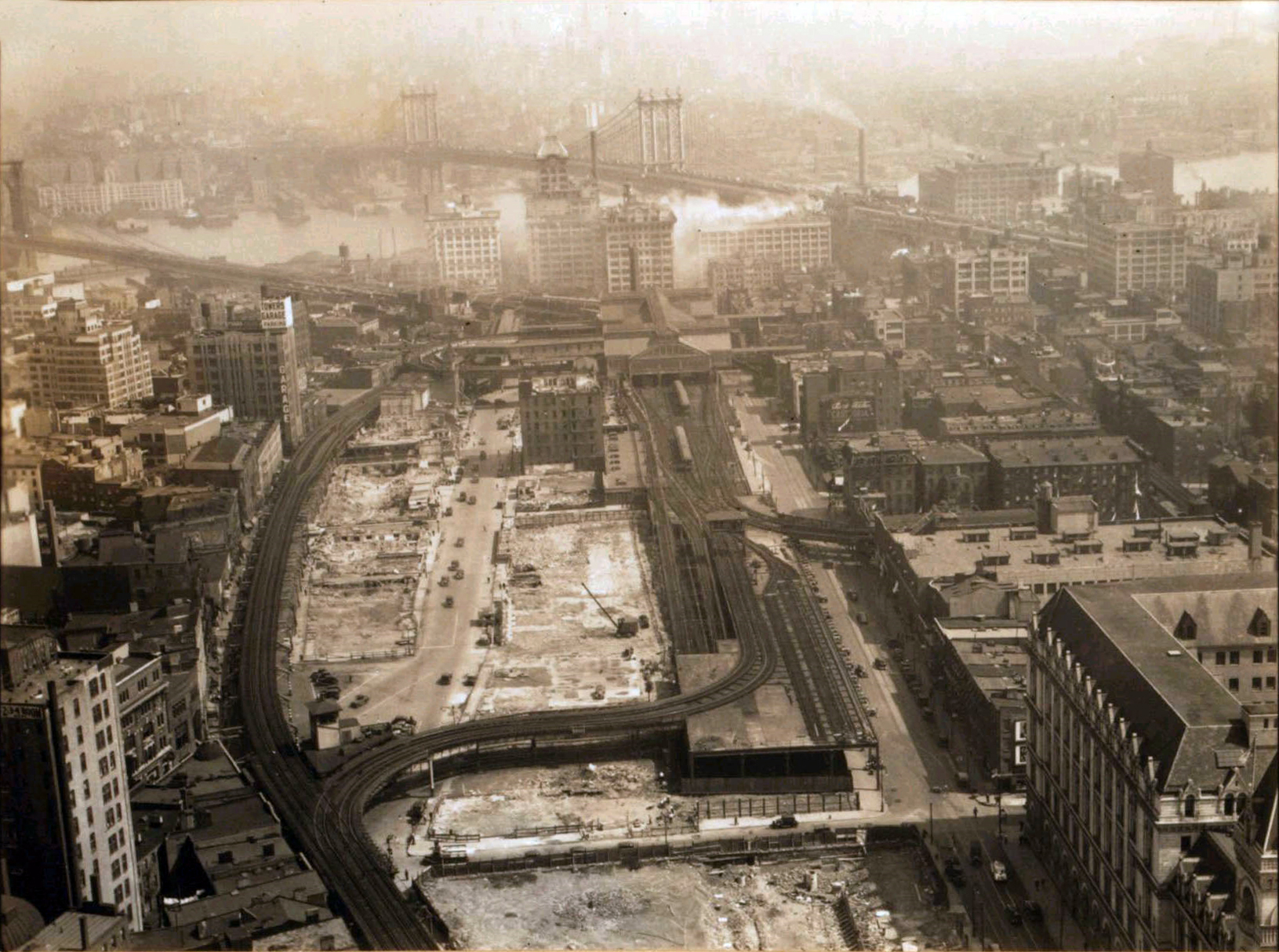
1936年正在建造中的卡德曼廣場

卡德曼廣場（英語：Cadman Plaza）是位于美國纽约市布鲁克林区布鲁克林高地和布魯克林市中心交界處的一个公园。該公園名字來自於布鲁克林公理会牧师塞缪尔·帕克斯·卡德曼。公園原址的土地於1935年被没收，1939年，公園被命名。